# Waalre-dorp
Waalre-dorp of kortweg Waalre (Brabants: Woldere) is een dorp in de gemeente Waalre.

## Etymologie
Omstreeks 712 spreekt Willibrord over Uaedritlaeum, en later sprak men over Waderlo, wat doorwaadbare plaats bij een bosje zou betekenen. Via Waderle werd dit (met metathesis van de -rl-) Waalre.
Het is echter ook mogelijk dat Waalre te herleiden is op het vrij alledaagse latijnse woord 'villaris' met de betekenis 'behorend tot het landgoed'.

## Geschiedenis
Het gebied waar Waalre-dorp ligt is al bewoond vanaf de tijd der Rendierjagers (12.000-9.000 v.Chr.), waarvan overblijfselen zijn gevonden.
Het eerste kerkgebouw te Waalre werd in de 12e eeuw vervangen door een romaanse kerk. Deze kreeg enkele eeuwen later een hogere gotische aanbouw en een toren in Kempense gotiek. Van 1648 tot 1798 werd de kerk voor de protestante eredienst gebruikt, terwijl de katholieken een schuurkerk bezaten aan de Bolksheuvel. Tussen 1854 en 1859 werd de kerk gedeeltelijk gewijzigd in de trant van de neogotiek. Deze toevoegingen werden weer verwijderd tijdens de restauratie van 1941-1942, onder leiding van H.W. Valk. De kerk werd na de Tweede Wereldoorlog gebruikt als provinciaal herdenkingsmonument voor Brabantse gesneuvelden.
Vanaf de 13e eeuw vormde Waalre een bestuurlijke eenheid met het huidige Valkenswaard. Dit was de heerlijkheid Waalre, Valkenswaard en Aalst. Het bestuurlijk centrum van deze heerlijkheid lag bij de Loondermolen.
Net als Valkenswaard was Waalre lange tijd een centrum van de Kempense valkerij: in het dorp woonden vooral de valkeniers van de Duitse vorsten.
In 1721 werd Aalst van de heerlijkheid afgescheiden en in 1794 scheidde Valkenswaard zich van Waalre af. In 1824 werden de weinige overgebleven heerlijke rechten van Valkenswaard afzonderlijk verkocht.
Sedert het begin van de 20e eeuw ontwikkelde Waalre zich tot een echte dorpskern, met rondom een verspreide agrarische bebouwing. Geleidelijk aan kwam het onder invloed van Eindhoven, wat zich vooral uitte in de bouw van villa´s. Waalre kreeg daardoor de bijnaam: ´de Goudkust´. Aan de rand van de gemeente, aansluitend aan het Eindhovense stadsdeel Gestel, werd door Philips het Philips Natuurkundig Laboratorium gebouwd. Dit gebied behoort tegenwoordig tot Eindhoven.
Ondanks de aanleg van nieuwbouwwijken, een groot woonwagenkamp en een bedrijventerrein, heeft Waalre-dorp nog steeds een landelijk karakter.

## Bezienswaardigheden

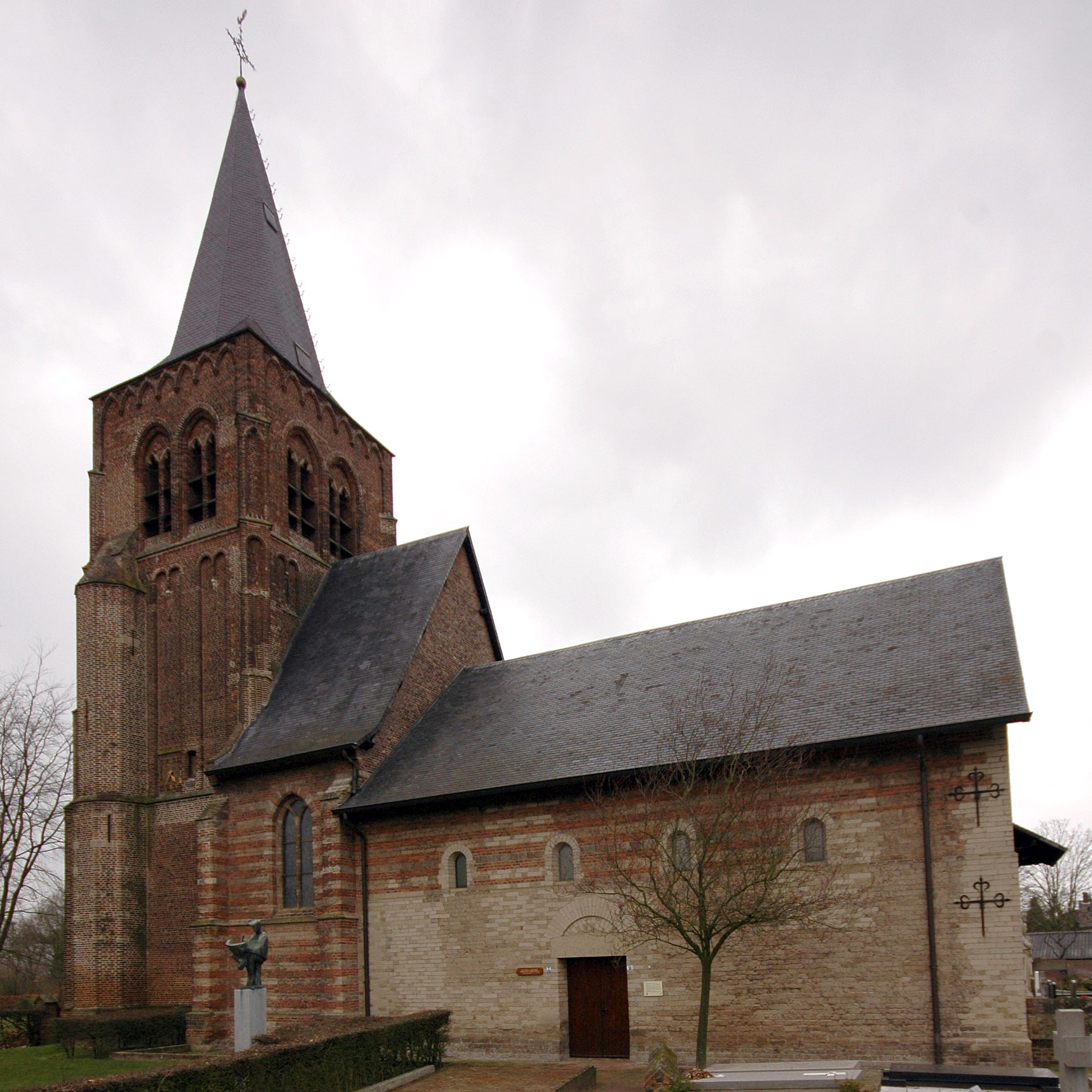
De Oude Sint-Willibrorduskerk

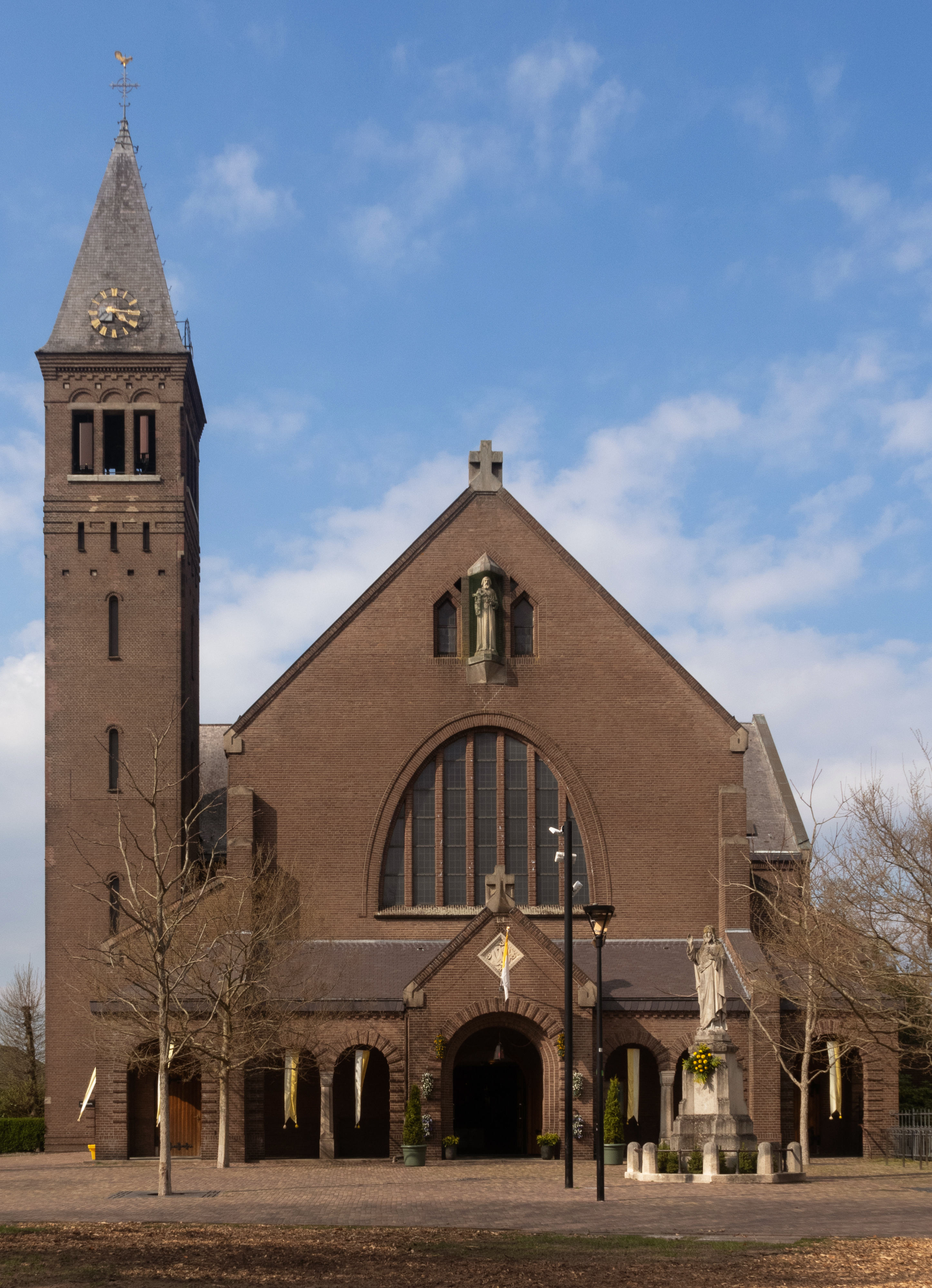
Sint-Willibrorduskerk

Waalre-dorp telt 20 Rijksmonumenten. Daarnaast telt de tot Waalre behorende buurtschap Loon 6 Rijksmonumenten, en de buurtschap De Heuvel telt één Rijksmonument.
- Buurtschap Loon is een beschermd dorpsgezicht. Het heeft vijf beschermde Kempense langgevelboerderijen: Loon 1, 2, 3, 7, en 9.
- Deels omgrachte boerderij 'Het Kasteel', Dommelseweg 5. Deze bevindt zich op de plaats waar ooit het kasteel heeft gestaan. Vroeger lag hier ook de Loondermolen, een watermolen op de Dommel.
- Oude Sint-Willibrorduskerk. Dit is een deels gotische, deels romaanse kerk, die tegenwoordig in gebruik is als herdenkingskapel. Het orgel stamt uit 1845 en werd gebouwd door Ruef te Sint-Truiden. Het is in 1976 aangekocht, gerestaureerd en geplaatst. De ingrijpende restauratie door Hendrik Willem Valk van 1942 heeft een wat onnatuurlijke situatie geschapen, doordat het romaanse deel een lager dak heeft gekregen dan het gotische deel, wat nooit zo geweest is, daar de muren werden verhoogd toen het gotische deel werd gebouwd. Deze toevoeging is echter gesloopt. Het romaanse tufstenen schip is een der oudste van Noord-Brabant.
- Graf van Antoon Coolen, bij de oude kerk, uit 1961.
- Sint-Willibrorduskerk. Dit is een bakstenen gebouw uit 1925 dat ontworpen is door Louis Kooken. In deze kerk vindt de devotie plaats voor de Heilige Wilgefortis, ook Sinte-Ontcommer genaamd, een apocriefe heilige die werd aangeroepen bij 'kommer en kwel'. Een schilderij van de hand van Adriaan van Lelie (Tilburg 1755 - Amsterdam 1820) bevindt zich in de kerk. De devotie is terug te traceren tot omstreeks 1590. Er werden grote feesten, processies en bedevaarten ter harer eer gehouden en er was ook een broederschap die de devotie onderhield. Dit alles is al sedert lange tijd verdwenen. Voor de kerk staat een Heilig Hartbeeld van Jan Custers.
- Sinte-Wilgefortisgesticht uit 1913. Dit is een voormalig klooster annex bejaardenverzorgingstehuis aan de Hoogstraat 6, dat sedert 1922 werd geleid door de Dochters van Maria en Joseph, een katholieke congregatie. Sedert de jaren zeventig van de 20e eeuw is het een ontmoetingscentrum, 'Het Klooster' genaamd. Tegen de gevel bevindt zich een Wilgefortisbeeld.

Tot de overige Rijksmonumenten behoren diverse herenhuizen, een voormalige linnenfabriek en een voormalige sigarenfabriek.
- Buurtschap De Heuvel kent een aantal Kempense langgevelboerderijen, namelijk op Heuvelstraat 1a (Rijksmonument) en de boerderijen op Heuvelstraat 9, 12, 13, en 14, die alle Gemeentelijke monumenten zijn.

- Ook elders zijn nog een aantal langgevelboerderijen te vinden, namelijk: Pastoor van de Heijdenstraat 1, Timmereind 1, Willibrorduslaan 23.

Enkele woonhuizen en langgevelhuizen zijn eveneens tot Gemeentelijk monument verklaard.
- Volmolen. Deze watermolen op de Dommel heeft een lange geschiedenis, want op deze plaats stond volgens schriftelijke bronnen reeds in 703 een watermolen, terwijl in 1350 al sprake is van twee gebouwen: een oliemolen aan de Waalrese kant, en een graanmolen aan de Riethovense zijde. De oliemolen was sedert 1792 in gebruik als volmolen. De molen is echter in verval geraakt, hoewel ze in 1952 nog als bouwval heeft bestaan. In 1992 werd een nieuwe onderslagmolen met twee raderen gebouwd op dezelfde plek, die gebruikt wordt voor elektriciteitsopwekking. Er zijn plannen om ook de vroegere graanmolen opnieuw op te bouwen.

## Musea
- Het Waalres Museum. Dit museum, gelegen aan de Willibrorduslaan, biedt de volgende onderwerpen:
  - Tentoonstellingen van antiek damast van de 16e tot en met de 19e eeuw,
  - Exposities van moderne kunst van regionale kunstenaars,
  - Het tonen van heemkundige voorwerpen uit Waalre.
  - Het organiseren van lezingen en verzorgen van voorlichting en educatie.

## Economie
In de eerste helft van de 20e eeuw bevond zich te Waalre een sigarenfabriek die exporteerde naar alle werelddeelen. Dit was de exploitant van sigarenfabrieken J.W. Swane & Zonen. Het bedrijf had ook vestigingen in Neerpelt en Kaldenkerken. Een van de merken was Esperanza. Dit bedrijf had in het begin van de 20e eeuw ook een vestiging te Eindhoven.
Tegenwoordig is er ten noorden van Waalre een bedrijventerrein, maar Waalre staat vooral bekend als de goudkust van Eindhoven, wegens het villabos dat ten zuiden van de kom is aangelegd. Veel bewoners pendelen voor hun werk naar Eindhoven, Veldhoven en Valkenswaard.

## Natuur en landschap

### Bossen en vennen

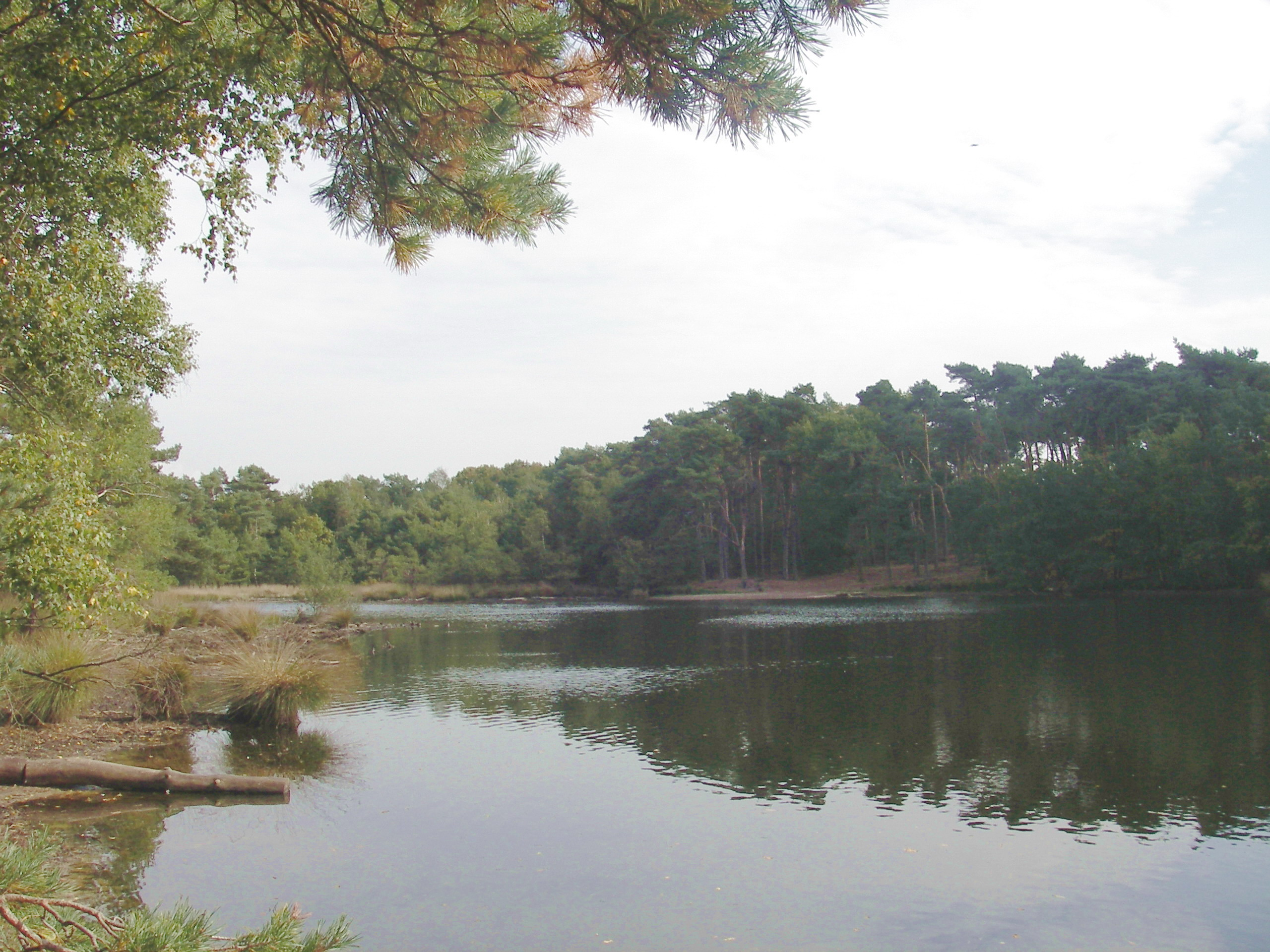
Het Meertjesven in de Waalrese gemeentebossen

Ten oosten van Waalre ligt een dekzandgebied met naaldbossen, overwegend grove dennen, die zijn aangeplant in de jaren 30 van de 20e eeuw als werkverschaffingsproject. Een deel van de bossen is in snippers aan particulieren verkocht, met villa's bebouwd en gaat vloeiend over in de bebouwde kom. In dat gebied liggen het Blokven en het Lisseven.
De gemeentebossen van Waalre zijn 380 ha groot en sluiten aan bij die van Valkenswaard. Hier liggen vele vennen en vennetjes zoals het Vlasrootven, het Raadven en het Meertjesven.
Het padennet in deze bossen verloopt vrij grillig en sluit aan bij dat in enkele kleinschalige landbouwgebieden in de omgeving van Loon en Timmereind, hetgeen bijdraagt aan de belevingswaarde.

### Dommeldal
In het westen stroomt de Dommel waarlangs een aantal natuurgebieden liggen, die voor een belangrijk deel (73 ha) in bezit zijn van Natuurmonumenten onder de naam Dommeldal. Delen van de Dommel ter hoogte van de (herbouwde) Volmolen en de Elshouters zijn aan de 'normalisatie' van de naoorlogse tijd ontsnapt. Van dit gebied liggen de gebieden 'De Hogt', 'Heuvelse Putten' en 'De Elshouters' bij Waalre.
De Elshouters bestaat uit een laagte met oud elzenhakhout (broekbos) en dichter bij de (nog slingerende) Dommel met kleinschalige hooilandjes op de oeverwallen. Het ligt tegenover de plaats waar de Keersop in de Dommel uitkomt.
De Hogt was een venig stuk beekdal dat lang geleden beroemd was om zijn bijzonder rijke flora, maar de aanleg van een knooppunt van autosnelwegen heeft het deels verwoest en de waterhuishouding dermate verstoord dat daarvan weinig tot niets meer over is.
De Heuvelse putten zijn een oud, venig stukje beekdal met enkele allang dichtgegroeide turfgaten. Dit gebiedje is nog betrekkelijk ongerept gebleven.

### Oud cultuurlandschap
Tussen de Dommel en het dekzandgebied ligt nog een kleinschalig landbouwgebied, afgewisseld met kleine stukjes bos, met name aan de zuidzijde van het dorp, vbij Loon en Timmereind. Noordelijker zijn een bedrijventerrein en een woonwagenkamp aangelegd.

## Nabijgelegen kernen
Meerveldhoven, Veldhoven, Walik, Riethoven, Valkenswaard, Aalst, Gestel.